# Amanda Cinalli
Amanda Marie Cinalli, mais conhecida como Amanda Cinalli (Cleveland, 10 de maio de 1986), é uma futebolista estadunidense que atua como atacante. Atualmente, joga pelo Atlanta Beat.